# Fairfield (Utah)
Pour les articles homonymes, voir Fairfield.
Fairfield est une municipalité américaine située dans le comté d'Utah en Utah.
Lors du recensement de 2010, sa population est de 119 habitants. La municipalité s'étend alors sur une superficie de 26,74 milles carrés (69,26 km2).

## Histoire
La localité est fondée en 1855 par John Carson et sa famille. Quelques années plus tard, l'armée de Johnston s'y implante (au Camp Floyd) lors de la guerre de l'Utah. À la fin des années 1850, Frogton compte jusqu'à 7 000 habitants, notamment des militaires. Ceux-ci quittent cependant la région pour se battre durant la Guerre de Sécession. En 1861, la localité prend le nom de Fairfield en l'honneur d'Amos Fielding et devient une petite communauté rurale.
En 2003, une majorité des habitants de Fairfield demandent la création d'une municipalité pour davantage contrôler le développement de la localité. Malgré l'avis défavorable d'une société de conseil, jugeant la localité trop petite, la commission du comté d'Utah approuve la création de la municipalité de Fairfield l'année suivante.